# Nazlini, Arizona
Nazlini, Arizona (енгл. Nazlini) насељено је место без административног статуса у америчкој савезној држави Аризона.

## Демографија
По попису из 2010. године број становника је 489, што је 92 (23,2%) становника више него 2000. године.
| Група             | 2000.    | 2010.    |
| Белци             | 0 (0,0%) | 0 (0,0%) |
| Афроамериканци    | 0 (0,0%) | 0 (0,0%) |
| Азијати           | 0 (0,0%) | 0 (0,0%) |
| Хиспаноамериканци | 7 (1,8%) | 4 (0,8%) |
| Укупно            | 397      | 489      |